# Страхил Гигов
Страхил Гигов (Велес, 16. септембар 1909 — Скопље , 19. мај 1999), учесник Народноослободилачке борбе, друштвено-политички радник СФРЈ и СР Македоније, јунак социјалистичког рада и народни херој Југославије.

## Биографија
Рођен је 16. септембра 1909. године у Велесу. потиче из сиромашне занатлијске породице. После завршетка основне школе, уписао се у гимназију у Велесу, коју је у трећем разреду морао да напусти, јер није имао средстава за школовање. Потом је почео да учи занат и ради у Државној железничкој радионици у Велесу, у којој је учио занат металостругара. Тада се упознао и са старијим друговима, припадницима радничког покрета, коме се и сам прикључио.
Члан Комунистичке партије Југославије постао је 1929. године. Због револуционарне активности често је хапшен и прогањан, а Државни суд за заштиту државе осудио га је 1934. године на трогодишњу робију, коју је издржавао у затвору у Сремској Митровици. На робији је учествовао у раду партијске организације у затвору и у штрајковима политичких осуђеника - комуниста. Био је полазник илегалног „Црвеног универзитета“ на робији, који је школовао и припремао партијске кадрове, који су после изласка с робије, преузимали одговорније партијске задатке.

### Народноослободилачки рат
У годинама пред почетак Другог светског рата учествовао је у многим радничким акцијама, као један од њихових организатора у Македонији. После Априлског рата и окупације Краљевина Јигославије од стране сила Осовине, нашао се међу оним македонским комунистима који су се одупрли ставовима секретара Покрајинског комитета КПЈ за Македонију, Методија Шаторова, и организовали припреме за почетак оружаног устанка Македонију.
Од самог почетка устанка обављао је разне одговорне дужности у Народноослободилачком покрету. Био је члан Главног штаба НОВ и ПО Македоније, у коме је најпре вршио функцију заменика политичког комесара, а потом начелника Штаба. Када је, марта 1943. године, основана Комунистичка партија Македоније, постао је члан њеног Централног комитета.
Као искусан партијски радник радио је на развијању политичког живот у војсци и организовању народно-револуционарне власти. Окупатори су га два пута осуђивали на смрт, у одсуству. Као представник македонског народа, учествовао је на другом заседању АВНОЈ-а, у Јајцу, 29. новембра 1943. године.

### Послератна каријера
После ослобођења Југославије, налазио се на одговорним дужностима у друштвеном и политичком животу Македоније и Југославије. Непосредно после рата, био је секретар и члан Президијума Антифашистичког собрања народног ослобођења Македоније, а затим председник Земаљског одбора синдиката Македоније. Више пута је биран за посланика Савезне и републичке народне скупштине. У првој влади НР Македоније био је министар грађевина, саобраћаја и индустрије. Био је и члан Савезне владе; потпредседник Извршног већа Скупштине СР Македоније и потпредседник Савезне скупштине.
Биран је за секретара Градског комитета Савеза комуниста у Скопљу. За члана Централног комитета СК Македоније биран је на Првом, Другом и Трећем конгресу СКМ. Био је члан Политбироа, односно Извршног комитета Централног комитета СКМ. За члана ЦК СКЈ биран је на Петом, Шестом и Седмом конгресу СКЈ. Био је председник Главног одбора ССРН Македоније, члан Савезног одбора ССРН Југославије и члан Централног одбора СУБНОР-а Југославије. Биран је и за члана Савета федерације.
Умро је 19. маја 1999. године у Скопљу.

## Дела и одликовања
Аутор је неколико књига:
- „Сеќавања“, Скопље 1970.
- „Одабрани трудови“, Скопље 1979.
- „Фуштанското партиско советување“, Скопље 1983.
- „Со сопствени сили“, Скопље 1985.

Носилац је Партизанске споменице 1941. и других високих југословенских одликовања, међу којима је и Орден јунака социјалистичког рада. Орденом народног хероја одликован је 27. новембра 1953. године.